# 연초초등학교
연초초등학교는 대한민국 경상남도 거제시 연초면 죽토리에 있는 공립 초등학교이다.

## 학교 연혁
- 1931년 5월 25일 연초공립보통학교(4년제) 개교
- 1938년 4월 1일 연초공립심상소학교로 개칭[1]
- 1940년 4월 1일 6년제 5학급 개편
- 1941년 4월 1일 연초공립국민학교로 개칭[2]
- 1950년 4월 1일 연초국민학교로 명칭 변경[3]
- 1996년 3월 1일 연초초등학교로 개칭[4]
- 2002년 2월 19일 별관 교실 및 급식소 준공
- 2010년 5월 18일 체육관(한울관) 준공
- 2013년 2월 1일 영어실 현대화
- 2013년 8월 16일 어린이 놀이시설 개선
- 2019년 8월 13일 미래형 컴퓨터실 구축
- 2020년 2월 14일 제86회 졸업(총 6,571명)
- 2020년 3월 1일 제33대 허명순 교장 취임

## 학교 상징
- 우리 학교 꽃 - 목련 : 목련은 옥처럼 깨끗하고 소중한 나무라고 해서 옥수라고 불리기도 한다. 목련처럼 언제나 밝은 모습으로 정직하고 소중하게 자라는 우리 연초 어린이가 되자.
- 우리 학교 나무 - 향나무 : 향나무는 잎의 푸르름과 깨끗함, 그리고 목재의 맑고 강한 향기 때문에 오래전부터 보존되어 오는 나무이다. 향나무처럼 어디에서든 푸르고 깨끗하게, 맑고 강한 영향력을 펼치는 사람으로 자라자.

## 참고 자료
- 연초초등학교 - 한국교육학술정보원 학교알리미